# المدرسة العليا للإدارة بالمغرب
ظهرت مجموعة ESG المغرب في عام 1985 نتيجة لحاجة حقيقية إلى تدريب مهني متقدم، وهي فرع من مجموعة ESG Management School وعضو في مؤتمر المدارس العليا الكبيرة.
في عام 2013، أعلنت ESG عن مشروع الاندماج مع مجموعة INSEEC. تم توقيع اتفاقية في هذا الصدد خلال حفل توزيع الشهادات للدفعة الخامسة والعشرين للمدرسة في 20 سبتمبر 2014 في الدار البيضاء.

## عرض ESG المغرب
المدرسة العليا للإدارة هي مدرسة تجارة كبرى موجودة في ثلاث مدن كبيرة في المغرب: الدار البيضاء ومراكش وأكادير."
ابتداءً من عام 2006، يمتد التدريب على مدار خمس سنوات، بنظام LMD، وفقًا لاختيار الطالب، حيث يحصل على بكالوريوس وماجستير علوم من الكليات الشريكة بشكل رئيسي من INSEEC Business School، أو على شهادات البكالوريوس والماجستير الأكاديمية من الجامعات الشريكة بشكل رئيسي مثل IAE في جامعة كان وجامعة تولوز 1، بالإضافة إلى البرامج التدريبية المعتمدة والمعتمدة من قبل وزارة التعليم العالي المغربية.
يُطلق على الطلاب والخريجين اسم Esgists.
في ESG ، يمكن للطالب الاختيار بين خمس دورات بكالوريوس + 5 درجات:
- إدارة التسويق التجاري .
- الإدارة المالية .
- التجارة الدولية .
- الاتصالات الإدارية .
- تكنولوجيا المعلومات وأنظمة الشبكات .

يُطلب من طلاب الدورة العادية أن يقوموا بإجراء تدريبات في الشركات ذات الصلة بمجالات دراستهم. في نهاية دراستهم، يجب أن يكونوا قد أكملوا على الأقل 12 شهرًا من التدريبات. كما يُشجعون أيضًا على إكمال بعض وحدات التعليم في إحدى الجامعات الشريكة للمدرسة في الخارج.
بصرف النظر عن التدريب النظري ، يقوم الطلاب بتنفيذ وتنظيم الندوات والمؤتمرات ؛ المشاركة في الأنشطة الاجتماعية والرياضية المتعلقة بالجامعة.
تقدم كلية الدراسات العليا للإدارة أيضًا للموظفين والمديرين التنفيذيين في وضع مهني إمكانية الحصول على درجات البكالوريوس والماجستير غير الموضحة والتي يتم توفيرها كتعليم مستمر ، بالشراكة مع المدارس والجامعات الفرنسية.

## قائمة الشركاء الأكاديميين ESG Morocco
- مدرسة باريس ESG للإدارة
- كلية إدارة الأعمال INSEEC
- IAE من جامعة Caen Basse-Normandie
- جامعة تولوز 1 كابيتول
- IUT من جامعة بيربينيا
- جامعة فرساي سانت كوينتين أون إيفلين
- المدرسة الوطنية للتجارة والتسيير بسطات (ENCG بسطات)

## الشخصيات التي تم تدريبها في ESG المغرب
- السيد عماد بن موسى ، رئيس شركة كوكاكولا فرنسا [1]
- السيد عادل بناني ، العضو المنتدب لشركة Toyota du Maroc
- M مباركة بوعيدة الوزيرة المنتدبة لدى وزير الخارجية
- M سلوى أخنوش ، العضو المنتدب لمجموعة أكسال
- M حجر بن شقرون ، مديرة الموارد البشرية بشمال إفريقيا
- M سناء العلمي ، مدير المكتب الشريف للفوسفاط
- M سلمى المنيار ، أستاذ جامعي في جامعة لوند في السويد
- السيد زكريا الربيع ، نائب رئيس مجموعة الموارد البشرية دانون

## المذكرات و المراجع
1. ↑  "http://esgmaroc.com/news_letter/noslaureats/laureats.png". esgmaroc.com. مؤرشف من الأصل في 2016-03-03. اطلع عليه بتاريخ 2015-06-25. {{استشهاد ويب}}: روابط خارجية في |عنوان= (مساعدة)

## روابط خارجية
- موقع ويب ESG Morocco Group
- موقع الطالب ESG Casablanca